# Supergeil
Supergeil ist ein Spoken-Word-Stück von Der Tourist featuring Friedrich Liechtenstein, das 2014 in der Version für ein Werbevideo der Supermarktkette Edeka über das Internet bekannt wurde.

## Hintergrund
Bereits 2006 veröffentlichte das Spandauer Hip-Hop-Duo Icke & Er den Song Richtig geil beim Label Four Music, in dem sie im Sprechgesang auf Berlinerisch aufzählen, was sie „richtig geil“ finden. Das Lied wurde zu einem Markensong der beiden, und es wurden verschiedene Versionen mit immer wieder neuem Text im Internet veröffentlicht. 2011 brachte das Duo das Stück Icke – Die Oper auf die Berliner Volksbühne am Rosa-Luxemburg-Platz. Regisseur war Jakob Grunert, und zu den Schauspielern gehörte auch Friedrich Liechtenstein, ein Künstler mit markantem weißem Vollbart. Dieser ist nicht nur Bühnendarsteller, sondern selbst Musiker und hatte zwei Alben veröffentlicht, in denen sein Gesang bzw. Sprechgesang von der Elektro-Musik von Arnold Kasar und Hanno Leichtmann untermalt wurde. 2010 stand er bei der Hip-Hop-Formation Deichkind bei deren Theaterstück „Deichkind in Müll – eine Diskurs-Operette“ auf der Bühne. Die Hamburger hatten 2012 einen Kulthit mit Leider geil, einem Lied in ähnlicher Machart wie Richtig geil von Icke & Er. Im selben Jahr wurde Liechtenstein für das Video zu dem Electro-Stück Kackvogel von Solomun, bei dem auch Jakob Grunert Regie führte, engagiert. Darin tänzelt und groovt er zum Beat durch Berliner Straßen und die U-Bahn und ringt zum Schluss einen als Berliner Bär verkleideten Werbezettelverteiler nieder. Das Video erreichte siebenstellige Aufrufzahlen bei der Videoplattform YouTube.
Ende 2012 entstand dann das Projekt Der Tourist, das 2013 den Song Supergeil auf dem Spandauer Label Starlight Musik veröffentlichte. Friedrich Liechtenstein ist darin nicht nur der Hauptdarsteller, der dabei in der Berliner Volksbühne zu sehen ist. Mit seiner tiefen, rauchigen Stimme spricht er zu eingängiger, ruhiger Elektropop-Musik auch den Text.

## Musikvideos
Anfang 2013 wurde ein Musikvideo veröffentlicht und erreichte hohe Aufmerksamkeit. Es brachte den Creative Director Hans-Peter Sporer der Hamburger Agentur Jung von Matt auf die Idee, der Werbeabteilung des Lebensmittelunternehmens Edeka das Stück für ihre Produktwerbung vorzuschlagen. Jakob Grunert und Friedrich Liechtenstein drehten daraufhin im Auftrag der Agentur Jung von Matt ein neues Video, in dem zahlreiche Artikel aus dem Sortiment des Einzelhändlers in Alltagsszenen präsentiert und als „supergeil“ bezeichnet werden. Dazu tänzelt Liechtenstein durch die Supermarktregale und sitzt an der Ladenkasse. Das Video erschien Anfang 2014 und entwickelte sich zu einem viralen Hit. In knapp einer Woche wurde es über vier Millionen Mal aufgerufen. Dazu entstanden im Netz, wie in solchen Fällen üblich, zahlreiche Nachahmervideos mit eigenen Darstellungen und eigenem Text von Fans. US-amerikanische Online-Magazine wie BuzzFeed und Slate berichteten über den Interneterfolg aus Deutschland. Parallel zur Videoveröffentlichung erschien das Lied am 21. Februar beim Label Polydor auch als Kaufdownload und schaffte auf Anhieb den Sprung in die deutschen Singlecharts.

## Rezeption
Danach gab es eine Reihe von Nachahmern und Parodien und immer wieder Anspielungen auf das Lied. Unter anderem baute Liechtenstein es bei seinem Auftritt bei der Echoverleihung 2014 als Laudator ein.
Eine Coverversion der Jungen Union Darmstadt, die als Werbung für den Europawahlkampf gedacht war, wurde auf Verlangen von Der Tourist im Mai 2014 aus dem Netz entfernt. Die Band begründete die Ablehnung auf ihrer Facebook-Seite unter anderem mit „Weil ihr nicht gefragt habt“ und „Weil ihr die Junge Union seid“.
Im Juli 2014 coverte Heino das Lied für ProSiebenSat1.
Das Stück wurde 2022 nach dem russischen Überfall auf die Ukraine für ein Video des ukrainischen Verteidigungsministeriums verwendet, in dem um deutsche Kampfpanzer gebeten wird. Das Management des Künstlers gab an, Liechtenstein sei vorab nicht über die Adaption informiert worden. Ob dagegen vorgegangen werde, so die PR-Firma Anfang November, sei noch unklar.

## Versionen
- Supergeil / Der Tourist featuring Friedrich Liechtenstein (Original, veröffentlicht 10. Januar 2013)
- Supergeil / Der Tourist featuring Friedrich Liechtenstein (Edeka-Version, veröffentlicht 20. Februar 2014)